# Vodní elektrárna
Vodní elektrárna je výrobna elektrické energie, jedná se o technologický celek, přeměňující potenciální energii vody na elektrickou energii. Jedná se také o vodní dílo ve smyslu platných právních předpisů. Obvyklý typ říční vodní elektrárny se skládá z přehradní hráze nebo jezu, tj. vodního díla, které zadržuje vodu a ze strojovny, ve které jsou postaveny vodní turbíny a alternátory. Výhodou vodních elektráren jsou nízké emise, rychlý náběh a široké možnosti regulace výkonu. V roce 2019 dosáhla celková instalovaná kapacita hydroelektráren po celém světě 1 292 GW a vyrobily 4 200 TWh.
Počátkem 20. století byl zdroj vodní energie přezdíván jako „bílé uhlí.“ Vysokotlaké vodní elektrárny nemusí být vždy klimaticky neutrální,vlivem emisí metanu z přehradních rezervoárů.

## Popis funkce
Množství využitelné energie vodního toku závisí na výškovém rozdílu dvou různých vodních hladin (čili na spádu resp. vzájemném převýšení) a na množství protékající vody (průtoku vody). Pro energetické využití jakéhokoliv vodního toku bývá většinou nutné uměle vytvořit výškový rozdíl hladin. Toho se dosáhne tzv. vzdutím vody, což bývá zajištěno zřízením nižších jezů či vyšších přehrad. U přečerpávacích vodních elektráren bývá obvyklé vzdutí navíc doplněno o zvláštní výše položenou nádrž, tzv. horní nádrž, která může být umístěna někde stranou od původního vodního toku. V České republice je dnes většina vodních elektráren postavena právě při přehradách, v minulosti však bývaly malé vodní elektrárny v provozu téměř na každém jezu.

## Rozdělení vodních elektráren

### Podle instalovaného výkonu
- malé (do 10 MW)
- střední (do 100 MW)
- velké (nad 100 MW)

### Podle využívaného spádu
- nízkotlaké (spád do 20 m)
  - jsou na jezech
  - používají Kaplanovu turbínu (od spádu okolo 0,6 m)
- středotlaké (spád od 20 do 100 m)
  - typicky údolní přehrady
  - používají Francisovu turbínu (spády od 40 m)
- vysokotlaké (spád nad 100 m)
  - při spádu nad 400 m používají Peltonovu turbínu
  - v České republice je jejich zástupcem přečerpávací vodní elektrárna Dlouhé stráně využívající spád 510,7 m

### Podle využití vodního toku
- průtočné
- akumulační
- přečerpávací
- slapové (přílivové)[5]

## Konstrukce vodní elektrárny

### Řez přehradou s elektrárnou
1. hladina přehradní nádrže
2. budova elektrárny
3. turbína, kolem ní rozváděcí kolo a pod ní odtokový kanál
4. generátor na společné ose s turbínou
5. česle a uzávěr
6. přívodní kanál
7. transformátor, napojující elektrárnu do rozvodné sítě
8. odtok

Průřez vodní elektrárnou:
- hladina přehradní nádrže
- budova elektrárny
- turbína, kolem ní rozváděcí kolo a pod ní odtokový kanál
- generátor na společné ose s turbínou
- česle a uzávěr
- přívodní kanál
- transformátor, napojující elektrárnu do rozvodné sítě
- odtok

Hráz přehrady bývá většinou tvořena litým betonem, v praxi se vyskytují i menší hráze sypané. Uvnitř hráze se nachází revizní, větrací a drenážní chodby (pro odvod prosakující vody). Ocelovým potrubím je voda vedena k vodním turbínám. Vstup vody do potrubí je opatřen čisticím zařízením zvaným česle a rychlouzávěrem, který při poruše uzavře přívod vody.
Elektrárna se obvykle nachází pod přehradní hrází; někdy je do ní rovnou vestavěna.

### Struktura soustrojí turbogenerátoru

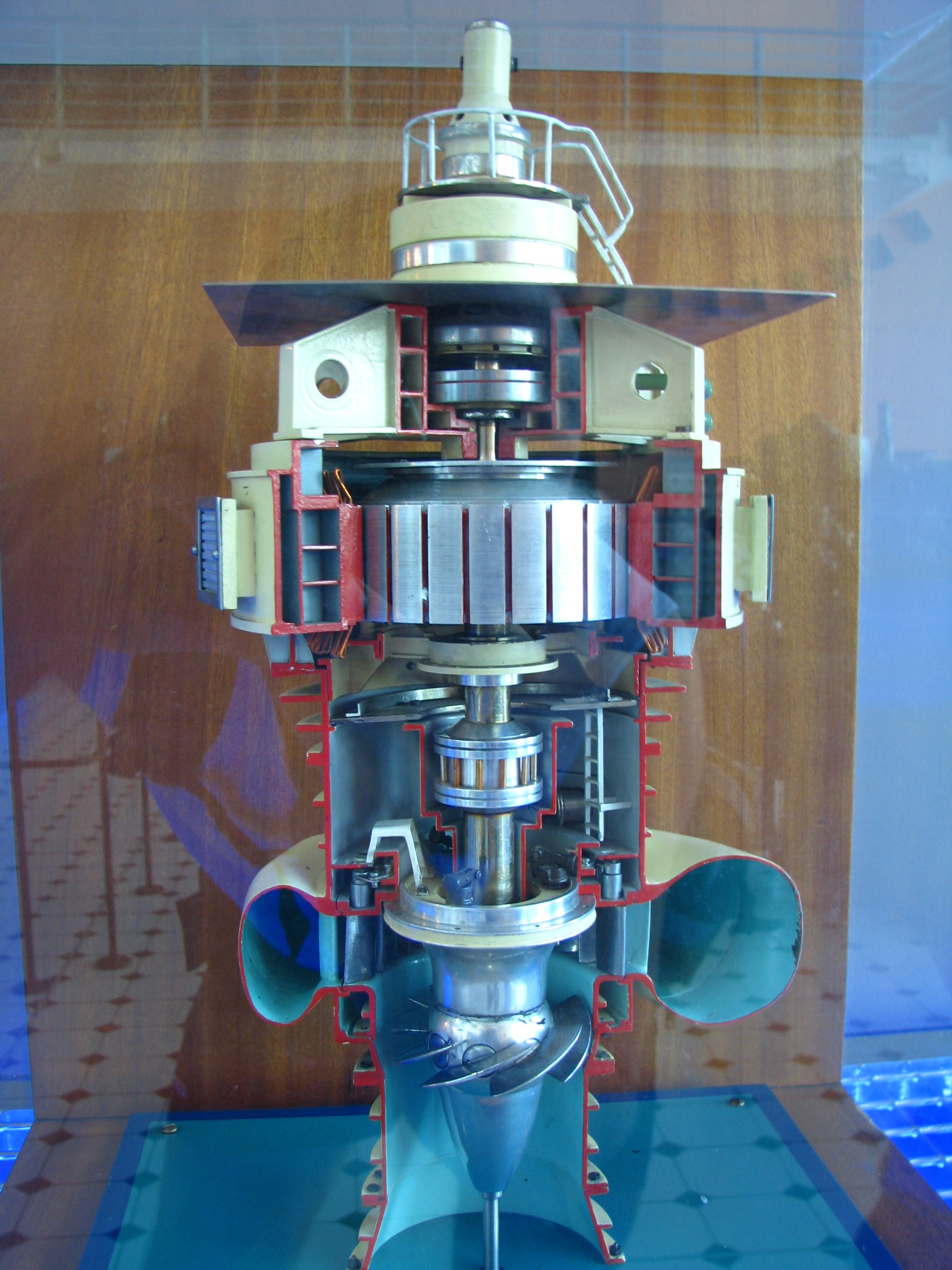
Model turbíny s generátorem

Turbíny s alternátory tvoří vždy soustrojí (tzv. turbogenerátor), jejichž hřídele jsou spojeny pomocí pevné spojky, nebo jsou spolu spojeny nějakým typem převodu. Hlavními částmi jsou:
- turbína, jejíž hřídel je spojena pevnou spojkou s rotorem generátoru. V českých podmínkách se obvykle používají Kaplanovy turbíny s polohovatelnými lopatkami.
- oběžné kolo, ve kterém je často umístěn mechanismus pro natáčení lopatek
- rozvaděč – lopatkový kruh se stavitelnými (natáčecími) lopatkami
- víko turbíny, které odděluje vodní prostor od prostorů elektrárny a ve kterém jsou instalována různá pomocná zařízení
- servopohon oběžného kola, který slouží k regulaci výkonu natáčením lopatek oběžného kola.
- servopohon rozvaděčového kruhu, který reguluje průtočný průřez a tím i průtok vody oběžným kolem
- závěs, který slouží k uchycení celého soustrojí
- pomocný generátor, který slouží k výrobě elektrické energie určené pro pomocné pohony turbogenerátoru
- rozváděcí hlava, která rozvádí olej pro servopohon oběžného kola

Celé soustrojí bývá osazeno čidly pro snímání teplot, průtoků a tlaku. Jejich výstupy pak mohou být monitorovány na dozorně elektrárny.

## Výhody a nevýhody vodních elektráren
Výhody:
1. Energie vodních toků se počítá k obnovitelným zdrojům – nelze ji vyčerpat. Zároveň její provoz minimálně znečišťuje okolí.
2. Vodní elektrárny vyžadují minimální obsluhu i údržbu a lze je ovládat na dálku.
3. Malé vodní elektrárny prakticky nevytvářejí zaplavenou plochu a jsou velice levné na provoz.
4. Mohou startovat během několika sekund a dispečink je tak může používat jako špičkový zdroj k pokrytí okamžitých nároků na výrobu elektrické energie.
5. Přehradní hráz dokáže zabránit i menším povodním, velké katastrofální povodně však ovlivňuje velmi málo.
6. Přehradní jezera mohou sloužit i pro jiné další účely, zejména pro rekreační účely nebo jako zdroje pitné či užitkové vody čili pro vodohospodářské účely, často bývají vhodné i pro říční rybolov.

Nevýhody:
1. U přehradních nádrží značná cena a čas výstavby a nutnost zatopení velkého území.
2. Závislost na stabilním průtoku vody.
3. Přehradní hráze a jezy brání běžnému lodnímu provozu na řece, je nutno vybudovat systém plavebních komor resp. zdymadel.
4. Přehradní hráze a vyšší jezy brání tahu ryb, je nutno vybudovat systém cest pro ryby.
5. Riziko havárie (protržení hráze při přeplnění, podemletí apod.)
6. Riziko zemětřesení.[6][7]
7. Přehradní nádrže jsou zdrojem skleníkových plynů.[8][9]
8. Změna teploty vody v řece. Například v Praze již Vltava nezamrzá. Jinde je teplota vody snížena.[10]
9. Zatopení může způsobit, že se z půdy do okolí uvolňuje rtuť.[11]

Vodní elektrárny v současnosti v Severní Americe a Evropě více zanikají než vznikají. Přestože mohou být důležité pro stabilitu elektrické sítě.

## Přečerpávací vodní elektrárny
Jelikož se elektrická energie nedá nijak skladovat, používá se potenciální energie vody k její přeměně na energii elektrickou a naopak.
- Pokud je spotřeba elektrické energie minimální (tj. je jí v napájecí soustavě přebytek), pracují soustrojí v opačné roli, turbíny v roli čerpadel a alternátory v roli synchronních elektromotorů. Soustrojí plní horní nádrž přečerpávací elektrárny vodou z dolní nádrže, systém spotřebovává elektrickou energii z elektrorozvodné sítě, chová se tedy jako velký spotřebič elektrické energie. Spotřebovává tak obvykle elektrickou energii vyrobenou z jiných zdrojů, zpravidla se jedná o energii získanou z provozu tepelných či jaderných elektráren.
- Pokud je naopak tzv. energetická špička nebo nastává-li požadavek na maximální odběr (tj. elektrické energie je v napájecí soustavě nedostatek), pracují naopak turbíny a alternátory v normálním režimu. Voda z horní nádrže je v tomto případě řízeně vypouštěna do dolní nádrže přes turbíny elektrárny. Akumulovaná potenciální energie vody je tím vlastně přeměňována zpět na energii elektrickou, která se tak opožděně vrací zpět do elektrorozvodné sítě.

## Malé vodní elektrárny (MVE)
Jako malé vodní elektrárny se označují vodní elektrárny s instalovaným výkonem maximálně do 10 MW. MVE se většinou budují v místě bývalých mlýnů a jezů. Jsou ale samozřejmě stavěny a provozovány zcela nové MVE.

## Největší vodní elektrárny
Největší instalovaný výkon má elektrárna na přehradě Tři soutěsky v Číně – 22 500 MW po dokončení v roce 2009. Z hlediska energetiky je česká „nej“ na přečerpávací vodní elektrárně Dlouhé stráně: největší instalovaný výkon 2×325 MW, největší spád 510,7 m a největší reverzní Francisovy turbíny v Evropě (325 MW).